# نهاية الأسبوع المفقودة (فلم)
نهاية الأسبوع المفقودة (بالإنجليزية: The Lost Weekend) هو فيلم دراما تم إنتاجه في الولايات المتحدة وصدر في سنة 1945. الفيلم من إخراج بيلي وايلدر.

## طاقم التمثيل
- راي ميلاند

## ترشيحات وجوائز
- جائزة الأوسكار لأفضل فيلم لـ باراماونت بيكتشرز(فاز بها)
- جائزة الأوسكار لأفضل ممثل لـ (راي ميلاند)(فاز بها)
- جائزة الأوسكار لأفضل مخرج لـ بيلي وايلدر (فاز بها)
- جائزة الأوسكار لأفضل كتابة (سيناريو مقتبس) لـ بيلي وايلدر وتشارلز براكيت (فازا بها)
- جائزة الأوسكار لأفضل مخرج لـ بيلي وايلدر (فاز بها)
- جائزة الأوسكار لأفضل تصوير سينمائي لـ جون إف سيتز (لم يفز)
- جائزة الأوسكار لأفضل موسيقى تصويرية لـ ميكلوس روزا (لم يفز)
- جائزة الغولدن غلوب لأفضل فيلم لـ باراماونت بيكتشرز(فاز بها)
- جائزة الغولدن غلوب لأفضل ممثل لـ (راي ميلاند)(فاز بها)
- جائزة الغولدن غلوب لأفضل مخرج لـ بيلي وايلدر (فاز بها)

## الميزانية والإيرادات
بلغت تكلفة إنتاج الفيلم حوالي 1.25 مليون دولار بينما حقق أرباحا تقدر بـ 11 مليون دولار، من بينها 4.3 مليون دولار في صالات العرض في الولايات المتحدة.

## وصلات خارجية
- مقالات تستعمل روابط فنية بلا صلة مع ويكي بيانات

1. ↑  "معلومات عن نهاية الأسبوع المفقودة (فيلم) على موقع imdb.com". imdb.com. مؤرشف من الأصل في 2017-08-05.
2. ↑  "معلومات عن نهاية الأسبوع المفقودة (فيلم) على موقع zweitausendeins.de". zweitausendeins.de. مؤرشف من الأصل في 2019-09-12.
3. ↑  "معلومات عن نهاية الأسبوع المفقودة (فيلم) على موقع synchronkartei.de". synchronkartei.de. مؤرشف من الأصل في 2019-09-12.
4. ↑  "The Lost Weekend (1945) - Financial Information". مؤرشف من الأصل في 2021-10-19. اطلع عليه بتاريخ 2022-01-04.